# Liberty Walk
«Liberty Walk» es una canción interpretada por la cantante estadounidense Miley Cyrus, perteneciente a su tercer álbum de estudio, Can't Be Tamed (2010). Cyrus, Antonina Armato, Tim James, Nicholas J. Scapa, John Read Fasse y Michael McGinnis compusieron la canción y Armato, James y Paul Palmer, bajo sus nombres artísticos Rock Mafia, se encargaron de la producción. La cantante explicó que se inspiró en el empoderamiento femenino. Musicalmente, es una canción dance pop de tempo rápido y contiene versos rapeados. En términos generales, obtuvo reseñas variadas de críticos musicales; si bien elogiaron la letra, reprobaron los versos rapeados. A pesar de no ser publicado como sencillo comercial, alcanzó el tercer puesto en el conteo Bubbling Under Hot 100 Singles y el número 79 en la lista Canadian Hot 100 debido a las descargas digitales.

## Antecedentes y composición

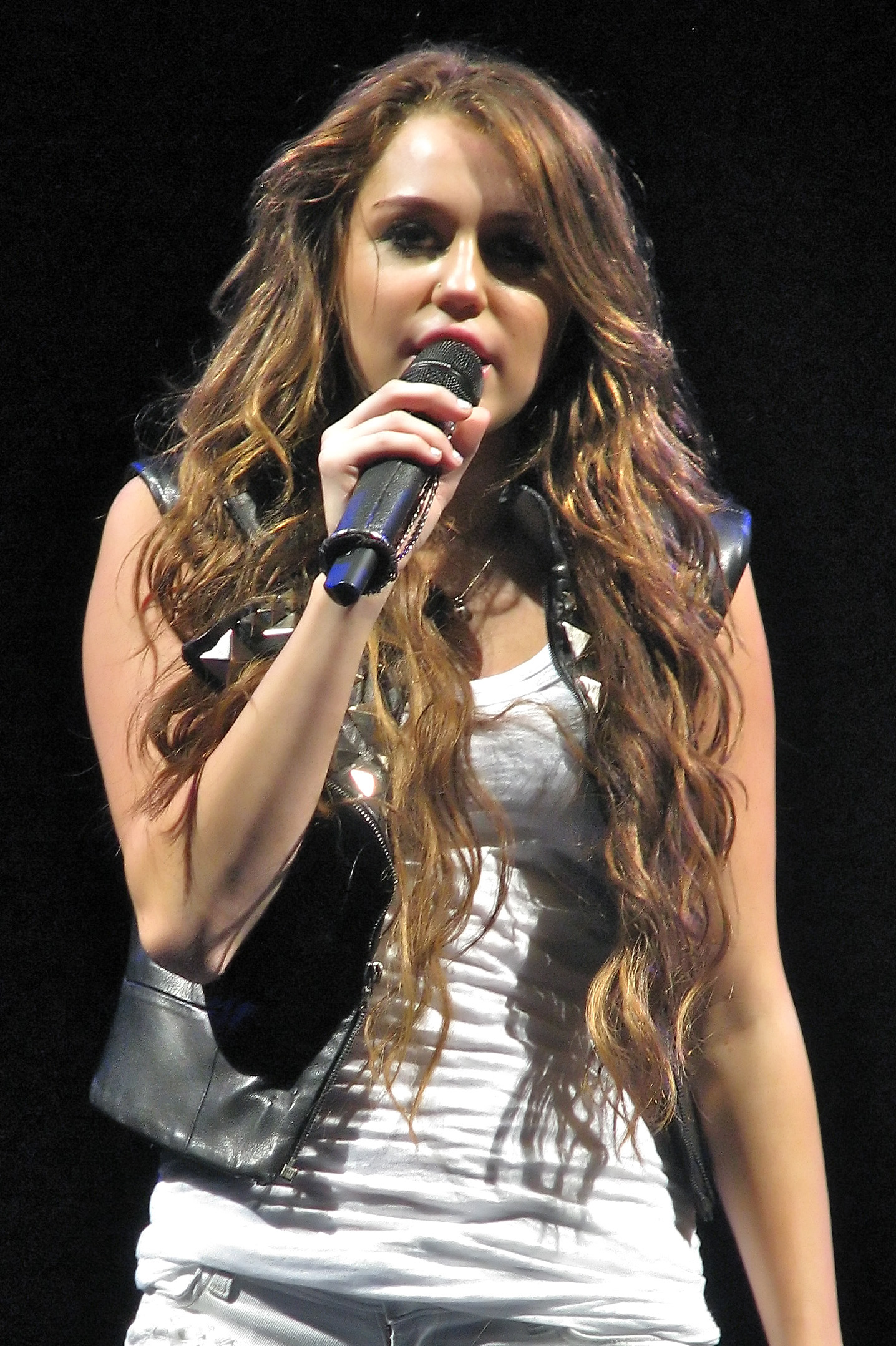
Cyrus explicó que el empoderamiento femenino fue la inspiración para «Liberty Walk».

Miley Cyrus, Nicholas J. Scapa, John Read Fasse, Michael McGinnis, Antonina Armato y Tom James compusieron «Liberty Walk», mientras que los tres últimos, bajo sus nombres artísticos Rock Mafia, la produjeron. Sirve como el tema de apertura de Can't Be Tamed (2010). En una entrevista con Sway Calloway para MTV News, Cyrus explicó que se inspiró en el empoderamiento femenino, y dijo: «Sólo tú puedes liberarte de las cosas que crees que te están limitando. Y creo que es realmente importante, especialmente para las niñas, porque muchas personas les dicen "No, tú no puedes hacerlo" o "Debes hacer esto porque mamá y papá lo dicen, los maestros lo dicen"». Tras haber compuesto la canción, comentó en la misma entrevista que trató de combinar un tema serio con un sonido más claro: «Lo escribí para las mujeres que sienten que están atrapadas en relaciones abusivas, pero es una canción de baile. [...] Por lo tanto te esperas que sea una balada triste, pero es una canción festiva. [...] Trata sobre liberarse».
«Liberty Walk» es una canción dance pop de tempo rápido con una duración de cuatro minutos y seis segundos. De acuerdo con la partitura digital publicada en Sony/ATV Music Publishing, se establece en la clave de si menor, se encuentra en un compás de 4/4 y posee un tempo de 120 pulsaciones por minuto. El registro vocal de la cantante se extiende desde la nota baja mi3 a la nota alta do5. Heather Phares de Allmusic señaló el uso de «sintetizadores y ritmos audaces». También dijo que los versos «rapeados» [de Cyrus] le dan un sonido «más afilado» que los trabajos anteriores de la cantante. Leah Greenblatt de Entertainment Weekly comentó que «es difícil no leer una acusación de su tiempo con House the Mouse Built en muchas letras desafiantes de Can't Be Tamed, desde la pista que abre el álbum de "chica-en-el-borde", "Liberty Walk" (Free yourself, slam the door/Not a prisoner anymore/Libérate, golpea la puerta/No más una prisionera)». De acuerdo con Jon Caramanica de The New York Times: «Cyrus abre la canción cantando Don’t live a lie, this is your one life (No vivas una mentira, esta es tu única vida). Pero la mentira puede ser que la Sra. Cyrus tiene algo de verdad fundamental de que es fiel — en solo esa canción, aplica cuatro estrategias vocales diferentes, incluyendo el rap».

## Respuesta crítica
«Liberty Walk» recibió reseñas variadas de los críticos. Heather Phares de Allmusic elogió las letras optimistas por ser apropiadas para niños. Asimismo, Leah Greenblatt de Entertainment Weekly la describió como una «introducción impactante al álbum». Un crítico de Sputnik Music notó que «"Liberty Walk" presenta el clásico coraje de Miley a la "Hoedown Throwdown"». Sin embargo, algunos revisores fueron críticos de la canción. Michelle Griffin de The Sydney Morning Herald concluyó que «"Liberty Walk" haría al Sr. Shue de Glee ruborizarse». Glenn Gamboa de Newsday lo calificó como una «copia descabellada de Jason Derülo» y dijo que «cuando Cyrus rapea, resulta difícil tomársela en serio». A Donald Gibson de Seattle Post-Intelligencer tampoco le gustó la canción y la calificó como «monótona». Evan Sawdey de PopMatters señaló que en «Liberty Walk», «la búsqueda de Cyrus por una nueva identidad le resulta en un sonido tan anónimo y genérico como siempre».

## Interpretaciones en directo y vídeo promocional

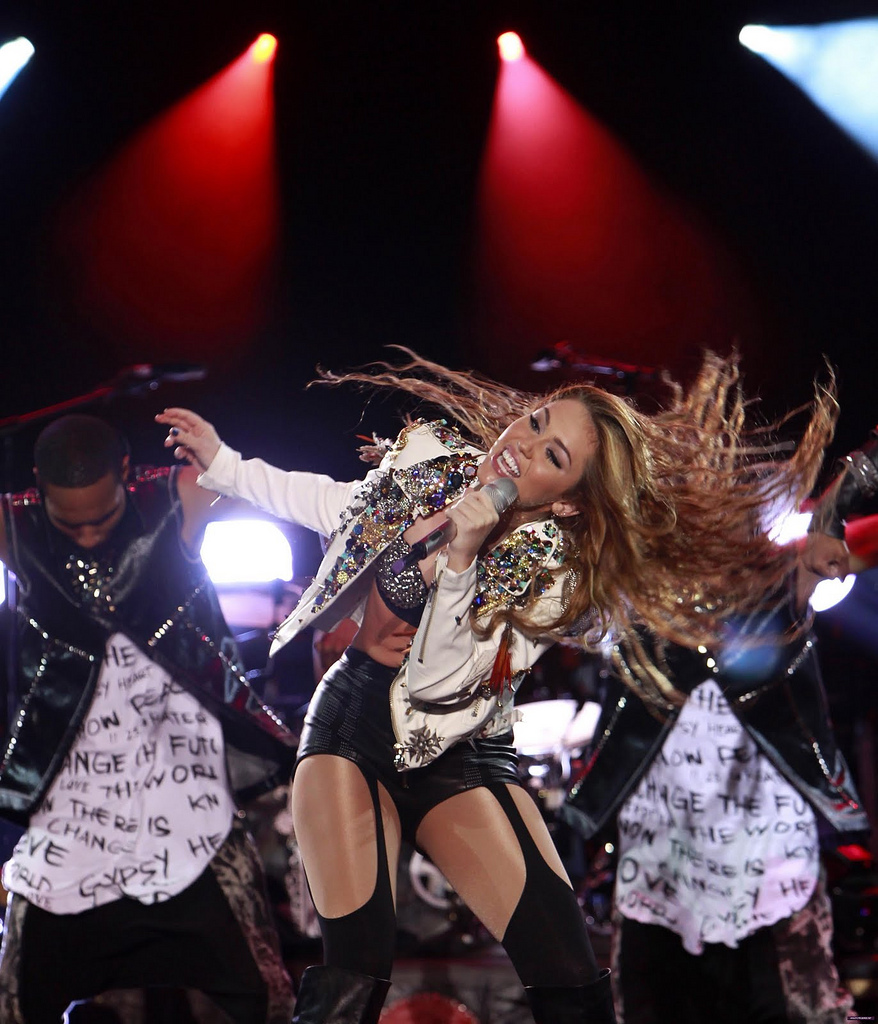
Cyrus interpretando la canción en la gira Gypsy Heart Tour (2011).

Cyrus interpretó «Liberty Walk» en el House of Blues Sunset Strip, Los Ángeles, California. También la interpretó durante un concierto en Melbourne, Australia. Según Julia Foskey de The Hot Hits Live from LA, lució «pantalones de cuero sexys y un sostén de lentejuelas». Abrió su concierto con «Liberty Walk» en el Brisbane Entertainment Centre en Brisbane, Australia. En la actuación, usó botas altas, pantalones cortos de cuero, tacones y un corpiño negro. También la interpretó durante la gira Gypsy Heart Tour.
El 23 de noviembre de 2011, Cyrus publicó un vídeo que contó con una versión remezclada de «Liberty Walk», hecha por Rock Mafia. Cuenta con material de noticias del movimiento Occupy que se extendieron desde Wall Street a otras áreas del mundo. Comienza con un mensaje que dice: «Esto está dedicado a las miles de personas que están de pie por lo que ellos creen». Más adelante, el vídeo muestra escenas de manifestantes con pancartas y policías rociándolos con gas pimienta.

## Lista de canciones
| Versión del álbum |                |          |  |
| N.º               | Título         | Duración |  |
| 1.                | «Liberty Walk» | 4:06     |  |

## Posicionamiento en listas
Debido a las descargas digitales, «Liberty Walk» alcanzó el tercer puesto en el conteo Bubbling Under Hot 100 Singles y el número 79 en la lista Canadian Hot 100.
| País (Lista 2010)                               | Mejor posición |
| ----------------------------------------------- | -------------- |
| Canadá (Canadian Hot 100)                       | 79             |
| Estados Unidos (Bubbling Under Hot 100 Singles) | 3              |

## Créditos y personal
- Composición: Miley Cyrus, Antonina Armato, Tim James, Nicholas J. Scapa, John Read Fasse, Michael McGinnis
- Producción: Rock Mafia
- Ingeniería: Steve Hammons, Adam Comstock
- Edición: Rock Mafia, Nigel Lundemo
- Mezcla: Paul Palmer, Rock Mafia

Créditos adaptados a partir de las notas de Can't Be Tamed.